# 亚米尼亚教堂 (新加坡)
1°17′35″N 103°50′57.5″E / 1.29306°N 103.849306°E

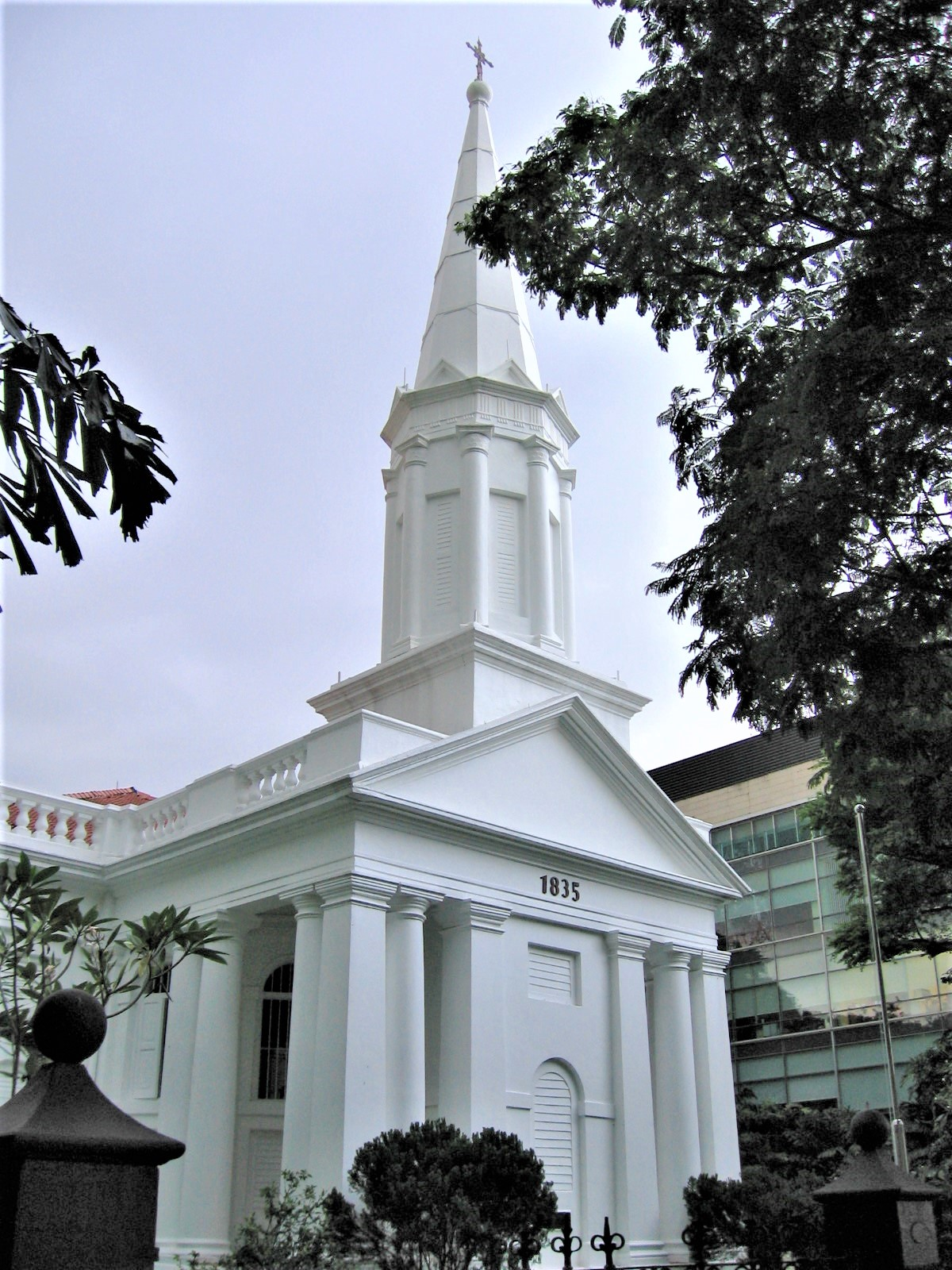
亚米尼亚教堂

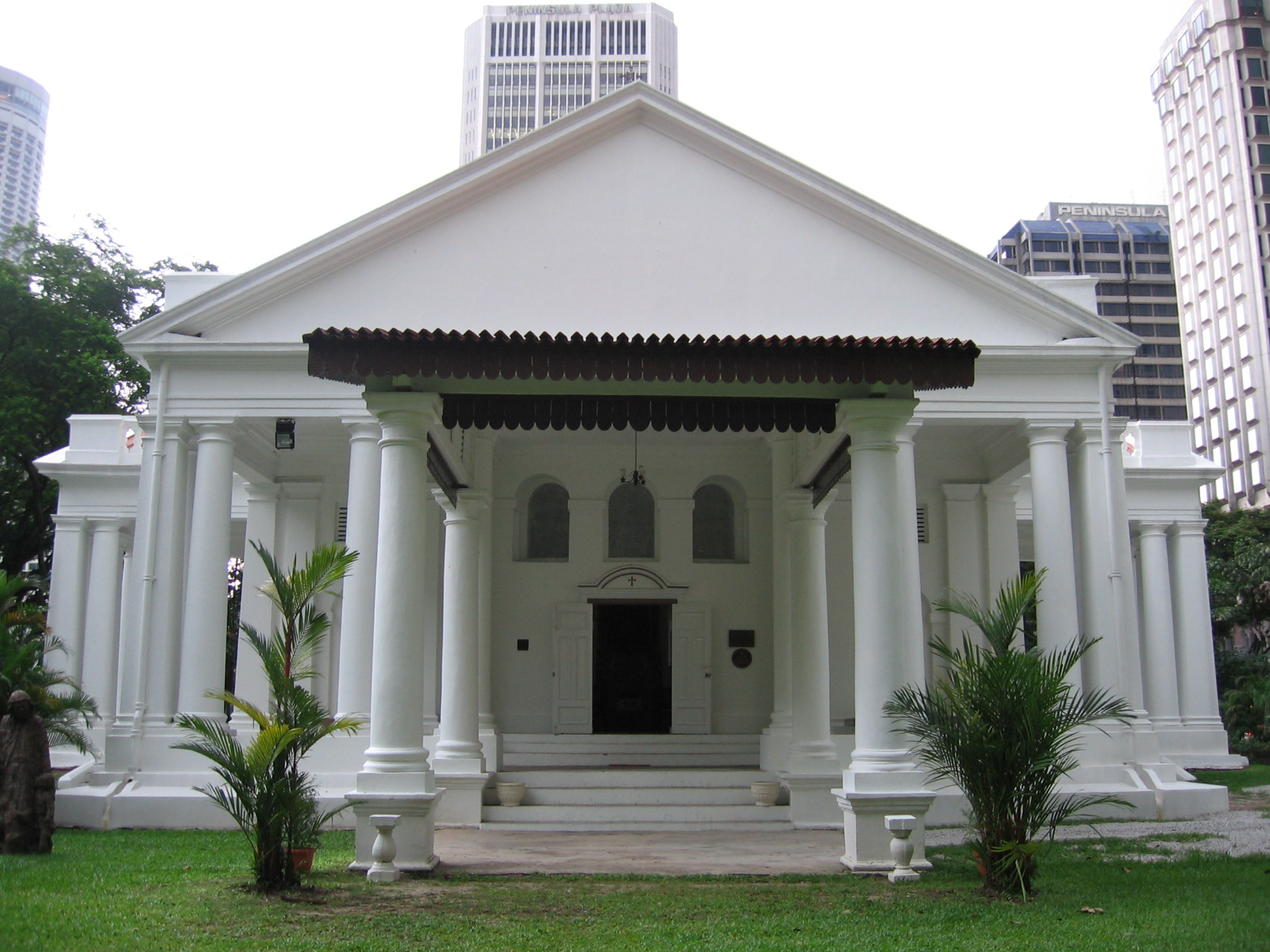
入口

亚米尼亚教堂（Armenian Church）全名：“亚美尼亚教会圣启蒙者额我略堂”（Armenian Church of Saint Gregory the Illuminator）是新加坡最古老的基督教教堂，位于新加坡中区的禧街。

## 历史
哥里门是新加坡许多优秀的历史建筑物的建筑师。亚米尼亚教堂可以说是他的杰作，也许是该国早期最好的地标建筑。
政府于1834年将土地批给亚美尼亚社区兴建教堂。到1835年建筑完成。1836年祝圣，供奉圣启蒙者额我略，亚美尼亚第一位宗主教，它是在新加坡兴建的第二座教堂。
超过一半建筑成本由新加坡的亚美尼亚社区捐赠，其余部分来自爪哇和印度的亚美尼亚人，还有一小部分来自新加坡的欧洲和中国商人。考虑到亚美尼亚社区非常小 — 1824年人口统计只有16名成员 —其贡献相当巨大，证明了亚美尼亚人对宗教的虔诚。1821年，斯坦福·莱佛士爵士登陆两年后，社区举行宗教仪式，1827年，第一任神父抵达。
亚米尼亚街得名于此教堂（Armenian Street）。
1973年7月6日，亚米尼亚教堂被列为新加坡國家古蹟。

## 现况
随着新加坡亚美尼亚人口的减少，最后一任亚美尼亚神父在30年代后期离开了以后，就不再委任继任者。唯一定期使用该教堂的东方正统教会团体是印度的雅格叙利亚正教会和科普特正教会。雅格叙利亚正教会在每周第一个星期天的晚上和其他星期日早上举行仪式，科普特正教会则在每个月的第一个周末举行晚祷、晨祷和圣餐。教堂偶尔也在圣诞节和复活节等传统节日，举办亚美尼亚和东正教的仪式。2006年，该教堂被用作新加坡双年展展览场地。